# Гаутігегаге
Гаутігегаге (нід. Houtigehage) — село в нідерландській провінції Фрисландія. Входить до муніципалітету Смаллінгерланд.
Його площа становить 3,38 км², а населення станом на 2021 рік складало 900 осіб.
Перша згадка про населений пункт датується 1861 роком.

## Галерея

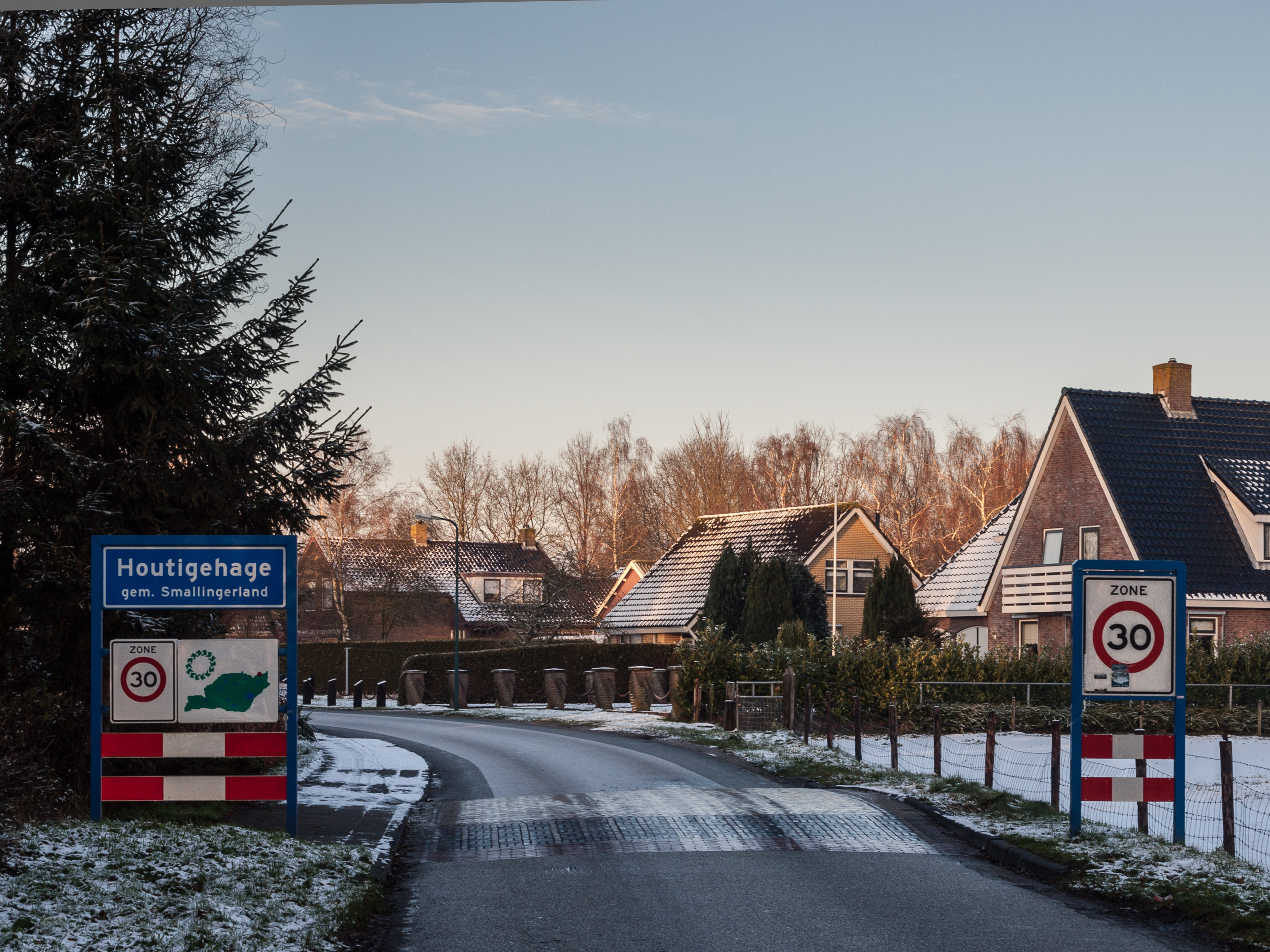
В'їхд до села
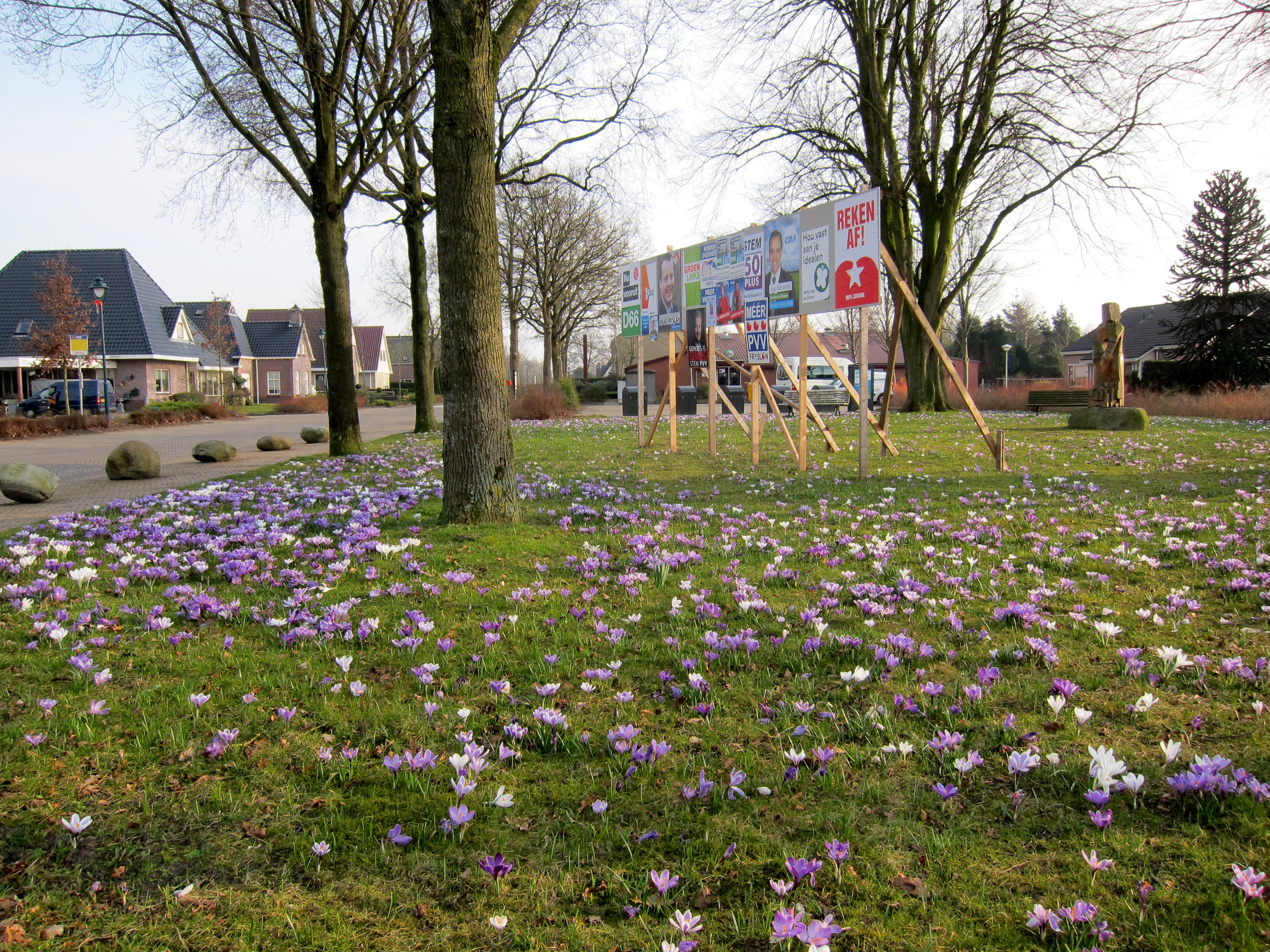
Село навесні
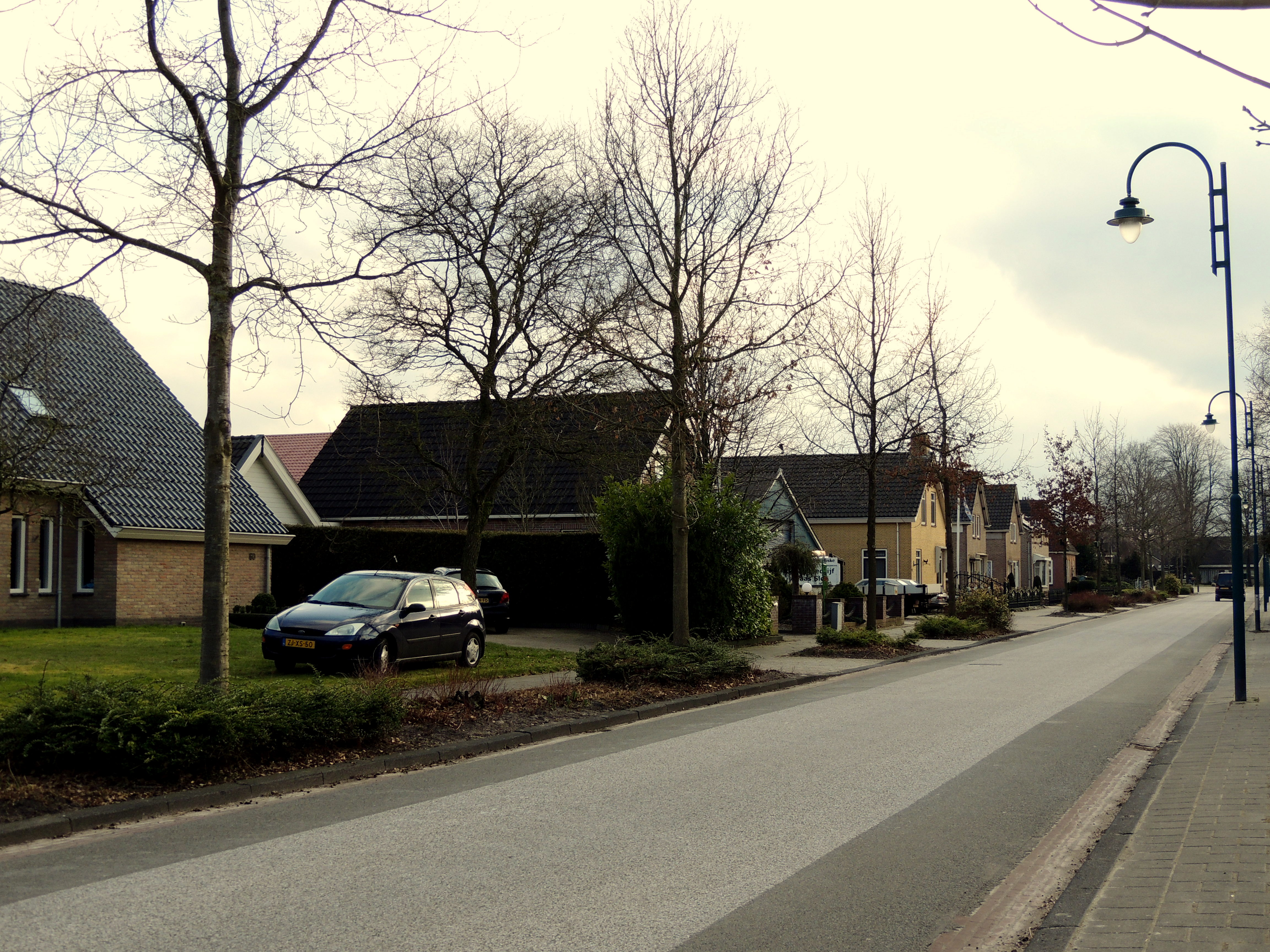
Вулиця села
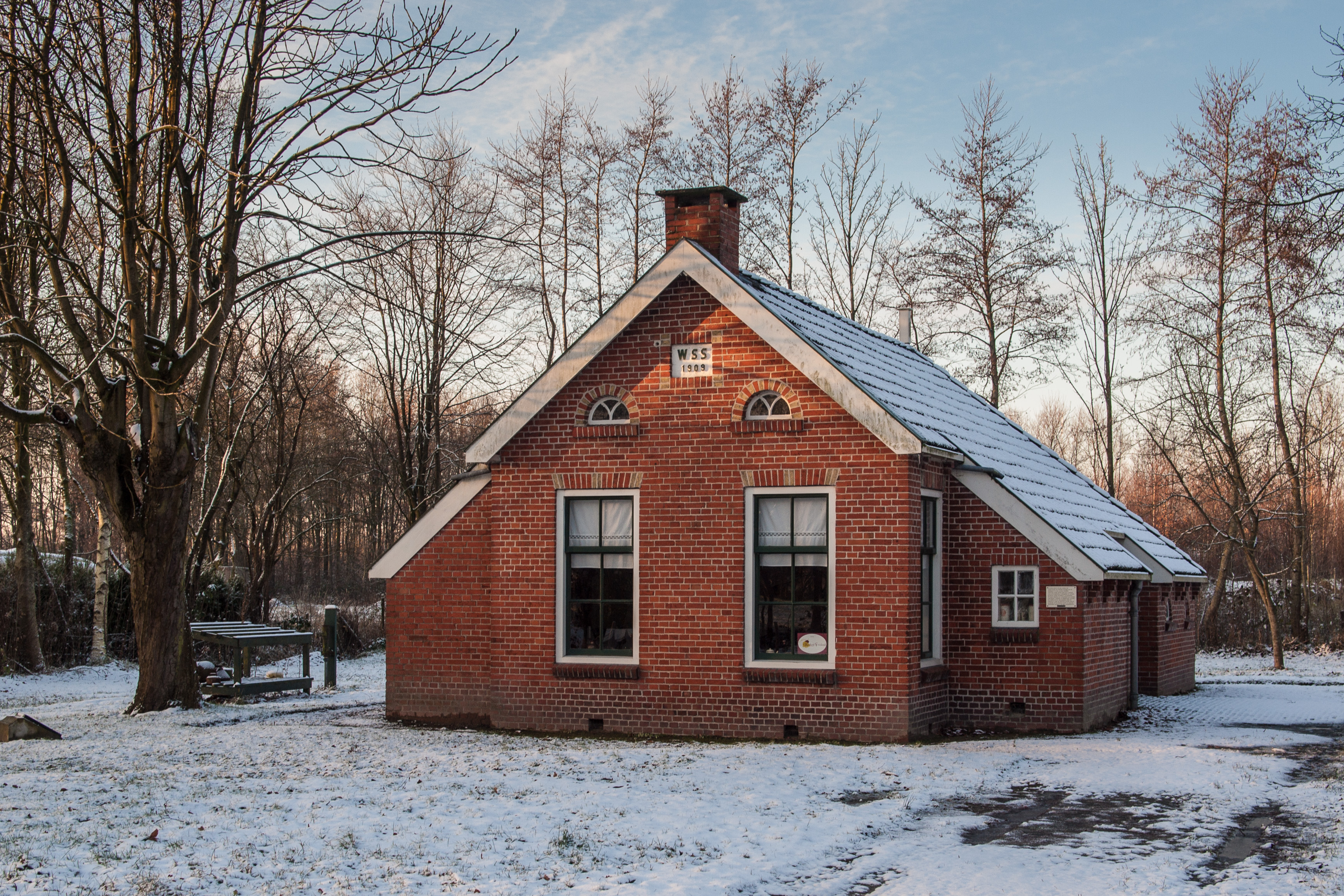
Невеликий будинок